# Glympis toddi
Glympis toddi là một loài bướm đêm trong họ Erebidae.